# Lankascincus fallax
Lankascincus fallax är en ödleart som beskrevs av  Peters 1860. Lankascincus fallax ingår i släktet Lankascincus och familjen skinkar. Inga underarter finns listade i Catalogue of Life.